# John Baldock (cầu thủ bóng đá)
John Baldock là một cầu thủ bóng đá thi đấu cho Queens Park Rangers F.C. từ 1913 đến 1920, bao gồm trong Thế chiến thứ nhất. Ông có 143 lần ra sân ở vị trí trung vệ trong thời gian ở câu lạc bộ.